# Журомский, Иван Иванович
Иван Иванович Журомский (13 марта 1916, Старый Довск, Могилёвская губерния — 20 июля 1982, Киев) — украинский баянист и педагог. Заслуженный артист Украинской ССР (1973). Участник Великой Отечественной войны.

## Биография
Иван Иванович Журомский родился 13 марта 1916 года в деревне Старый Довск (ныне — Рогачёвского района Гомельской области). В 1937 году окончил киевское музыкальное училище по классу баяна. Его педагогом в училище был Александр Филиппович Магдик. Некоторое время Иван Иванович преподавал по классу баяна в Киевской вечернее рабочей консерватории.
С 1937 по 1939 год играл в дуэте баянистов с Николаем Ризолем. С 1939 по 1978 год играл уже в квартета баянистов (партия бас-баритона) с Николаем Ризолем и сестрами Марией и Раисой Белецкими и А. Тихончуком. После Великой Отечественной войны, с 1945 года, преподавал по классу баяна, одновременно был заведующим отделом народных инструментов Киевского музыкального училища имени Рейнгольда Глиэра. С ноября 1953 по февраль 1954 год Иван Иванович исполнял обязанности директора Киевского музыкального училища имени Рейнгольда Глиэра.
Учениками Ивана Ивановича Журомского в училище в разное время были музыканты В. Редько, В. Бесфамильнов, В. Дейнега, М. Коцюба, И. Шепельский, С. Алешина.
В 1961 году окончил Киевскую консерваторию по классу баяна Марка Моисеевича Гелиса (ныне Национальная музыкальная академия Украины имени П. И. Чайковского).
Иван Иванович Журомский также является автором переложений для баяна и квартета баянов, занимался составлением учебных программ, записывался на грампластинки.
Скончался 20 июля 1982 года в Киеве в возрасте 66 лет.

## Семья
Был женат, его супруга — баянистка Мария Григорьевна Белецкая (1924—2006), участница Квартета баянистов Николая Ризоля (первый баян), заслуженная артистка УССР. Также у них был сын Журомский Вячеслав Иванович.

## Награды и звания
- Орден Красной Звезды.
- Лауреат Первого республиканского конкурса эстрадного искусства (Киев, 1950, 2-я премия).

## Записи
- П. Чайковский. Юмореска, соч. 10 № 2.
- П. Майборода. Киевский вальс.
- Митькин Василий. Казачья кавалерийская.
- Ф. Мендельсон. Рондо каприччиозо, соч. 14.
- Н. Ризоль. Рондо каприччиозо, соч. 14.